# Final de la Copa Colombia 2020
La final de la Copa Colombia 2020 fue un partido de fútbol disputado entre Independiente Medellín y Deportes Tolima con el propósito de definir el campeón de la Copa Colombia en su edición 2020, competición que reúne a todos los equipos profesionales del fútbol colombiano —Categoría Primera A y Categoría Primera B—. Esta fue la primera final de este torneo en realizarse a partido único.
Debido a las medidas para contener la pandemia de coronavirus adoptadas por el Gobierno nacional el 12 de marzo de 2020, la Dimayor tomó la decisión de suspender temporalmente todos sus campeonatos, por lo que la copa solo se pudo reanudar en septiembre y tuvo esta final en febrero de 2021, donde se coronó campeón el Independiente Medellín, siendo el segundo club en lograr el bicampeonato en la historia de la copa.
Como hecho a destacar, durante la final disputada en Medellín se implementó el primer protocolo de regreso de hinchas debido a la pandemia, por lo que un total de 30 personas asistieron a la tribuna norte del Estadio Atanasio Girardot.

## Llave
| Bandera del departamento de Antioquia | vs. (pen.) |                       |
| ------------------------------------- | ---------- | --------------------- |
| Independiente Medellín 1 (5)          | vs. (pen.) | Deportes Tolima (4) 1 |

## Estadio
| Medellín                  |
| ------------------------- |
| Estadio Atanasio Girardot |
| Aforo: 45 000             |
|                           |

## Camino a la final

### Independiente Medellín
| 19 de noviembre de 2020                                                    | Octavos de final | Estadio Hernán Ramírez Villegas, Pereira | Deportivo Pereira      | 0 : 2 | Independiente Medellín |
| Independiente Medellín clasificó a cuartos de final con marcador de 2:0    |                  |                                          |                        |       |                        |
| 13 de enero de 2021                                                        | Cuartos de final | Estadio Atanasio Girardot, Medellín      | Independiente Medellín | 2 : 1 | Junior                 |
| Independiente Medellín se clasificó a las semifinales con marcador de 2:1. |                  |                                          |                        |       |                        |
| 27 de enero de 2021                                                        | Semifinales      | Estadio Centenario, Armenia              | Deportes Quindío       | 0 : 1 | Independiente Medellín |
| Independiente Medellín se clasificó a la final con marcador de 1:0.        |                  |                                          |                        |       |                        |

|  |                                    |
|  | Triunfo del Independiente Medellín |
|  | Empate                             |
|  | Derrota del Independiente Medellín |

### Deportes Tolima
| 19 de noviembre de 2020                                                           | Octavos de final | Estadio Centenario, Armenia         | Cúcuta Deportivo | 0 : 3 (W/O) | Deportes Tolima   |
| Deportes Tolima clasificó a cuartos de final por 3:0 (W/O)                        |                  |                                     |                  |             |                   |
| 21 de enero de 2021                                                               | Cuartos de final | Estadio Manuel Murillo Toro, Ibagué | Deportes Tolima  | 2 : 0       | Atlético Nacional |
| Deportes Tolima se clasificó a las semifinales con marcador de 2:0.               |                  |                                     |                  |             |                   |
| 28 de enero de 2021                                                               | Semifinales      | Estadio Manuel Murillo Toro, Ibagué | Deportes Tolima  | 1 : 1       | Deportivo Pasto   |
| Deportes Tolima se clasificó a la final con marcador global 1:1, 2:1 en penaltis. |                  |                                     |                  |             |                   |

|  |                             |
|  | Triunfo del Deportes Tolima |
|  | Empate                      |
|  | Derrota del Deportes Tolima |

## Partido
| 1     | POR   | Andrés Mosquera Marmolejo |     |
| 21    | DEF   | Juan Guillermo Arboleda   |     |
| 26    | DEF   | Víctor Moreno             |     |
| 5     | DEF   | Andrés Cadavid            |     |
| 2     | DEF   | Germán Gutiérrez          |     |
| 17    | MED   | David Loaiza              |     |
| 6     | MED   | James Sánchez             | 79' |
| 10    | MED   | Javier Reina              | 75' |
| 25    | MED   | Robert Harrys             | 72' |
| 11    | MED   | Matías Mier               |     |
| 9     | DEL   | Agustín Vuletich          |     |
| D. T. | D. T. | Hernán Darío Gómez        |     |

| 31    | POR   | Álvaro Montero    |     |
| 13    | DEF   | Nilson Castrillón | 88' |
| 2     | DEF   | Anderson Angulo   |     |
| 16    | DEF   | Sergio Mosquera   |     |
| 24    | DEF   | Jeison Angulo     |     |
| 6     | MED   | Jaminton Campaz   |     |
| 30    | MED   | Yeison Gordillo   |     |
| 14    | MED   | Juan Ríos         | 65' |
| 29    | MED   | Omar Albornoz     | 65' |
| 11    | DEL   | Anderson Plata    | 65' |
| 9     | DEL   | Juan Caicedo      |     |
| D. T. | D. T. | Hernán Torres     |     |

| 23 | DEL | Leonardo Castro | 72' |
| 28 | MED | Juan Gallego    | 75' |
| 16 | MED | Jean Pineda     | 79' |

| 21 | DEL | José Guillermo Ortiz | 65' |
| 10 | DEL | Daniel Cataño        | 65' |
| 15 | MED | Juan Pablo Nieto     | 65' |
| 28 | DEF | Luis Miranda         | 88' |

| 20' | Matías Mier | 1-0 |

| 90+1' | Anderson Angulo | 1-1 |

| Acierto de penal · Acierto de penal · Acierto de penal · Acierto de penal · Acierto de penal | Matías Mier Agustín Vuletich Leonardo Castro Andrés Cadavid Juan Guillermo Arboleda | 1:1 2:2 3:2 4:3 5:4 |

| Acierto de penal · Acierto de penal · Fallo de penal (atajado) · Acierto de penal · Acierto de penal | Sergio Mosquera Daniel Cataño José Guillermo Ortiz Jaminton Campaz Yeison Gordillo | 0:1 1:2 2:2 3:3 4:4 |

| 29' · 47' | James Sánchez David Loaiza |

| 19' · 29' · 56' · 82' | Anderson Angulo Juan David Ríos Yeison Gordillo Sergio Mosquera |

| Principal  | Alexander Ospina |
| Asistentes | Sebastián Vela   |
|            | Mario Tarache    |
| Cuarto     | Never Manjarrés  |

| VAR            | John Perdomo  |
| Asistentes VAR | Heider Castro |

| 1     | POR   | Andrés Mosquera Marmolejo |     |
| 21    | DEF   | Juan Guillermo Arboleda   |     |
| 26    | DEF   | Víctor Moreno             |     |
| 5     | DEF   | Andrés Cadavid            |     |
| 2     | DEF   | Germán Gutiérrez          |     |
| 17    | MED   | David Loaiza              |     |
| 6     | MED   | James Sánchez             | 79' |
| 10    | MED   | Javier Reina              | 75' |
| 25    | MED   | Robert Harrys             | 72' |
| 11    | MED   | Matías Mier               |     |
| 9     | DEL   | Agustín Vuletich          |     |
| D. T. | D. T. | Hernán Darío Gómez        |     |

| 31    | POR   | Álvaro Montero    |     |
| 13    | DEF   | Nilson Castrillón | 88' |
| 2     | DEF   | Anderson Angulo   |     |
| 16    | DEF   | Sergio Mosquera   |     |
| 24    | DEF   | Jeison Angulo     |     |
| 6     | MED   | Jaminton Campaz   |     |
| 30    | MED   | Yeison Gordillo   |     |
| 14    | MED   | Juan Ríos         | 65' |
| 29    | MED   | Omar Albornoz     | 65' |
| 11    | DEL   | Anderson Plata    | 65' |
| 9     | DEL   | Juan Caicedo      |     |
| D. T. | D. T. | Hernán Torres     |     |

| 23 | DEL | Leonardo Castro | 72' |
| 28 | MED | Juan Gallego    | 75' |
| 16 | MED | Jean Pineda     | 79' |

| 21 | DEL | José Guillermo Ortiz | 65' |
| 10 | DEL | Daniel Cataño        | 65' |
| 15 | MED | Juan Pablo Nieto     | 65' |
| 28 | DEF | Luis Miranda         | 88' |

| 20' | Matías Mier | 1-0 |

| 90+1' | Anderson Angulo | 1-1 |

| Acierto de penal · Acierto de penal · Acierto de penal · Acierto de penal · Acierto de penal | Matías Mier Agustín Vuletich Leonardo Castro Andrés Cadavid Juan Guillermo Arboleda | 1:1 2:2 3:2 4:3 5:4 |

| Acierto de penal · Acierto de penal · Fallo de penal (atajado) · Acierto de penal · Acierto de penal | Sergio Mosquera Daniel Cataño José Guillermo Ortiz Jaminton Campaz Yeison Gordillo | 0:1 1:2 2:2 3:3 4:4 |

| 29' · 47' | James Sánchez David Loaiza |

| 19' · 29' · 56' · 82' | Anderson Angulo Juan David Ríos Yeison Gordillo Sergio Mosquera |

| Principal  | Alexander Ospina |
| Asistentes | Sebastián Vela   |
|            | Mario Tarache    |
| Cuarto     | Never Manjarrés  |

| VAR            | John Perdomo  |
| Asistentes VAR | Heider Castro |

| 1     | POR   | Andrés Mosquera Marmolejo |     |
| 21    | DEF   | Juan Guillermo Arboleda   |     |
| 26    | DEF   | Víctor Moreno             |     |
| 5     | DEF   | Andrés Cadavid            |     |
| 2     | DEF   | Germán Gutiérrez          |     |
| 17    | MED   | David Loaiza              |     |
| 6     | MED   | James Sánchez             | 79' |
| 10    | MED   | Javier Reina              | 75' |
| 25    | MED   | Robert Harrys             | 72' |
| 11    | MED   | Matías Mier               |     |
| 9     | DEL   | Agustín Vuletich          |     |
| D. T. | D. T. | Hernán Darío Gómez        |     |

| 31    | POR   | Álvaro Montero    |     |
| 13    | DEF   | Nilson Castrillón | 88' |
| 2     | DEF   | Anderson Angulo   |     |
| 16    | DEF   | Sergio Mosquera   |     |
| 24    | DEF   | Jeison Angulo     |     |
| 6     | MED   | Jaminton Campaz   |     |
| 30    | MED   | Yeison Gordillo   |     |
| 14    | MED   | Juan Ríos         | 65' |
| 29    | MED   | Omar Albornoz     | 65' |
| 11    | DEL   | Anderson Plata    | 65' |
| 9     | DEL   | Juan Caicedo      |     |
| D. T. | D. T. | Hernán Torres     |     |

| 23 | DEL | Leonardo Castro | 72' |
| 28 | MED | Juan Gallego    | 75' |
| 16 | MED | Jean Pineda     | 79' |

| 21 | DEL | José Guillermo Ortiz | 65' |
| 10 | DEL | Daniel Cataño        | 65' |
| 15 | MED | Juan Pablo Nieto     | 65' |
| 28 | DEF | Luis Miranda         | 88' |

| 20' | Matías Mier | 1-0 |

| 90+1' | Anderson Angulo | 1-1 |

| Acierto de penal · Acierto de penal · Acierto de penal · Acierto de penal · Acierto de penal | Matías Mier Agustín Vuletich Leonardo Castro Andrés Cadavid Juan Guillermo Arboleda | 1:1 2:2 3:2 4:3 5:4 |

| Acierto de penal · Acierto de penal · Fallo de penal (atajado) · Acierto de penal · Acierto de penal | Sergio Mosquera Daniel Cataño José Guillermo Ortiz Jaminton Campaz Yeison Gordillo | 0:1 1:2 2:2 3:3 4:4 |

| 29' · 47' | James Sánchez David Loaiza |

| 19' · 29' · 56' · 82' | Anderson Angulo Juan David Ríos Yeison Gordillo Sergio Mosquera |

| Principal  | Alexander Ospina |
| Asistentes | Sebastián Vela   |
|            | Mario Tarache    |
| Cuarto     | Never Manjarrés  |

| VAR            | John Perdomo  |
| Asistentes VAR | Heider Castro |

| 1     | POR   | Andrés Mosquera Marmolejo |     |
| 21    | DEF   | Juan Guillermo Arboleda   |     |
| 26    | DEF   | Víctor Moreno             |     |
| 5     | DEF   | Andrés Cadavid            |     |
| 2     | DEF   | Germán Gutiérrez          |     |
| 17    | MED   | David Loaiza              |     |
| 6     | MED   | James Sánchez             | 79' |
| 10    | MED   | Javier Reina              | 75' |
| 25    | MED   | Robert Harrys             | 72' |
| 11    | MED   | Matías Mier               |     |
| 9     | DEL   | Agustín Vuletich          |     |
| D. T. | D. T. | Hernán Darío Gómez        |     |

| 31    | POR   | Álvaro Montero    |     |
| 13    | DEF   | Nilson Castrillón | 88' |
| 2     | DEF   | Anderson Angulo   |     |
| 16    | DEF   | Sergio Mosquera   |     |
| 24    | DEF   | Jeison Angulo     |     |
| 6     | MED   | Jaminton Campaz   |     |
| 30    | MED   | Yeison Gordillo   |     |
| 14    | MED   | Juan Ríos         | 65' |
| 29    | MED   | Omar Albornoz     | 65' |
| 11    | DEL   | Anderson Plata    | 65' |
| 9     | DEL   | Juan Caicedo      |     |
| D. T. | D. T. | Hernán Torres     |     |

| 23 | DEL | Leonardo Castro | 72' |
| 28 | MED | Juan Gallego    | 75' |
| 16 | MED | Jean Pineda     | 79' |

| 21 | DEL | José Guillermo Ortiz | 65' |
| 10 | DEL | Daniel Cataño        | 65' |
| 15 | MED | Juan Pablo Nieto     | 65' |
| 28 | DEF | Luis Miranda         | 88' |

| 20' | Matías Mier | 1-0 |

| 90+1' | Anderson Angulo | 1-1 |

| Acierto de penal · Acierto de penal · Acierto de penal · Acierto de penal · Acierto de penal | Matías Mier Agustín Vuletich Leonardo Castro Andrés Cadavid Juan Guillermo Arboleda | 1:1 2:2 3:2 4:3 5:4 |

| Acierto de penal · Acierto de penal · Fallo de penal (atajado) · Acierto de penal · Acierto de penal | Sergio Mosquera Daniel Cataño José Guillermo Ortiz Jaminton Campaz Yeison Gordillo | 0:1 1:2 2:2 3:3 4:4 |

| 29' · 47' | James Sánchez David Loaiza |

| 19' · 29' · 56' · 82' | Anderson Angulo Juan David Ríos Yeison Gordillo Sergio Mosquera |

| Principal  | Alexander Ospina |
| Asistentes | Sebastián Vela   |
|            | Mario Tarache    |
| Cuarto     | Never Manjarrés  |

| VAR            | John Perdomo  |
| Asistentes VAR | Heider Castro |

|                                            |
| Bandera de Colombia                        |
| Campeón Independiente Medellín 3.er título |